# ویلوو لیک (داکوتای جنوبی)
ویلوو لیک(به انگلیسی: Willow Lake) شهری در ایالت داکوتای جنوبی کشور ایالات متحده آمریکا است که جمعیت آن در سرشماری سال ۲۰۱۰ میلادی، ۲۶۳ نفر بوده‌است.